# Uberto
Uberto  è un nome proprio di persona italiano maschile.

## Varianti
- Maschili: Oberto[1][3][4], Ugoberto[3]
  - Alterati: Ubertino[3][4][5]
- Femminili: Uberta[3][4], Oberta[3]
  - Alterati: Ubertina[3][4]

### Varianti in altre lingue
- Basco: Uberta[6]
- Catalano: Hubert[6]
- Francese: Hubert[2]
- Germanico: Huguberht[1][3][7], Hugubert[2], Hugberht[1]
- Inglese: Hubert[2][7]
- Inglese antico: Hygebeorht[2]
- Irlandese: Hoibeard
- Latino: Hubertus
- Lettone: Huberts
- Limburghese: Hoebaer[2]
- Lituano: Hubertas
  - Ipocoristici: Baer[2], Bèr[2]
- Olandese: Hubert[2], Hubertus[2], Hubrecht[2]
  - Ipocoristici: Huub[2]
- Polacco: Hubert[2]
- Spagnolo: Huberto[6]
- Tedesco: Hubert[2], Hubertus[2]

## Origine e diffusione
Deriva dal nome germanico Huguberht, composto da hugu ("senno", "intelligenza", "cuore", "mente") e behrt ("chiaro", "brillante", "scintillante", "illustre", "famoso"), e il significato complessivo potrebbe essere "illustre per il suo senno" o "cuore/spirito brillante" (per quanto, come molti nomi germanici, non è detto che all'epoca avesse un significato unitario preciso). Il primo elemento del nome si ritrova anche in Ugo e Ubaldo mentre il secondo, diffusissimo nell'onomastica germanica, si riscontra ad esempio in Roberto, Fulberto, Alberto, Viliberto e via dicendo.
Non è ben chiaro come sia giunto il nome in Italia, se direttamente dal dominio linguistico alto-tedesco o se tramite il francese Hubert; nella seconda metà del Novecento godeva ancora di buona diffusione, sostenuto specialmente dal culto del santo vescovo di Liegi, attestandosi dal Nord Italia fino alla Campania. In Inghilterra venne importato dai normanni, rimpiazzando il nome imparentato inglese antico Hygebeorht; scomparso nel Medioevo, riaffiorò nel XVII secolo come ripresa del cognome da esso stesso derivato, per poi tornare molto in voga nel XIX secolo.

## Onomastico

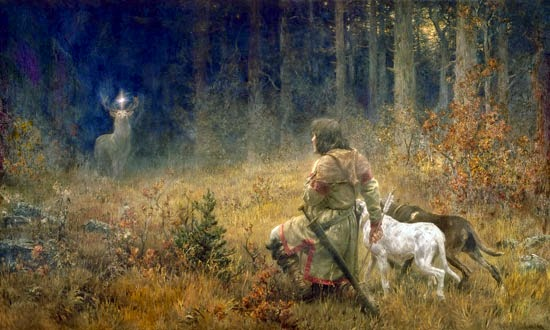
La conversione di sant'Uberto, di Wilhelm Räuber

L'onomastico si può festeggiare in memoria di più santi, in una delle date seguenti:
- 13 maggio, sant'Andrea Uberto Fournet, sacerdote, cofondatore delle Figlie della Croce[8]
- 24 maggio (30 maggio su alcuni calendari), sant'Uberto, monaco benedettino a Brétigny[8][9]
- 3 novembre (o 30 maggio per la traslazione delle reliquie), sant'Uberto, vescovo di Liegi e patrono dei cacciatori, detto l'"apostolo delle Ardenne"[1][5][10]

## Persone
- Uberto di Liegi, vescovo franco

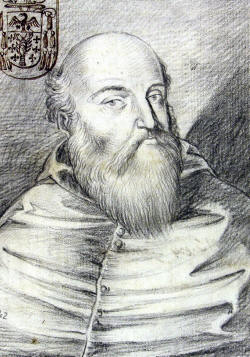
Uberto Gambara

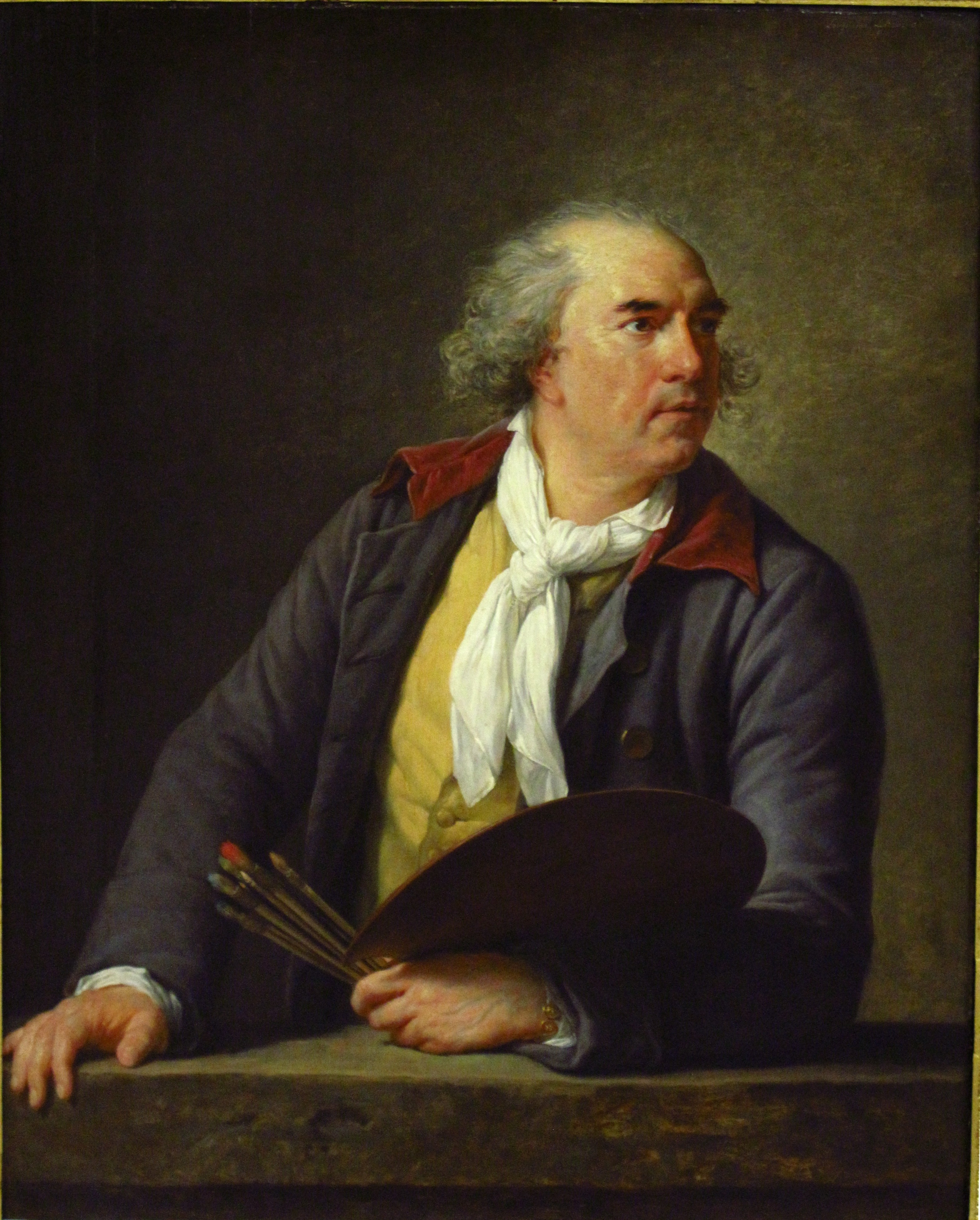
Hubert Robert

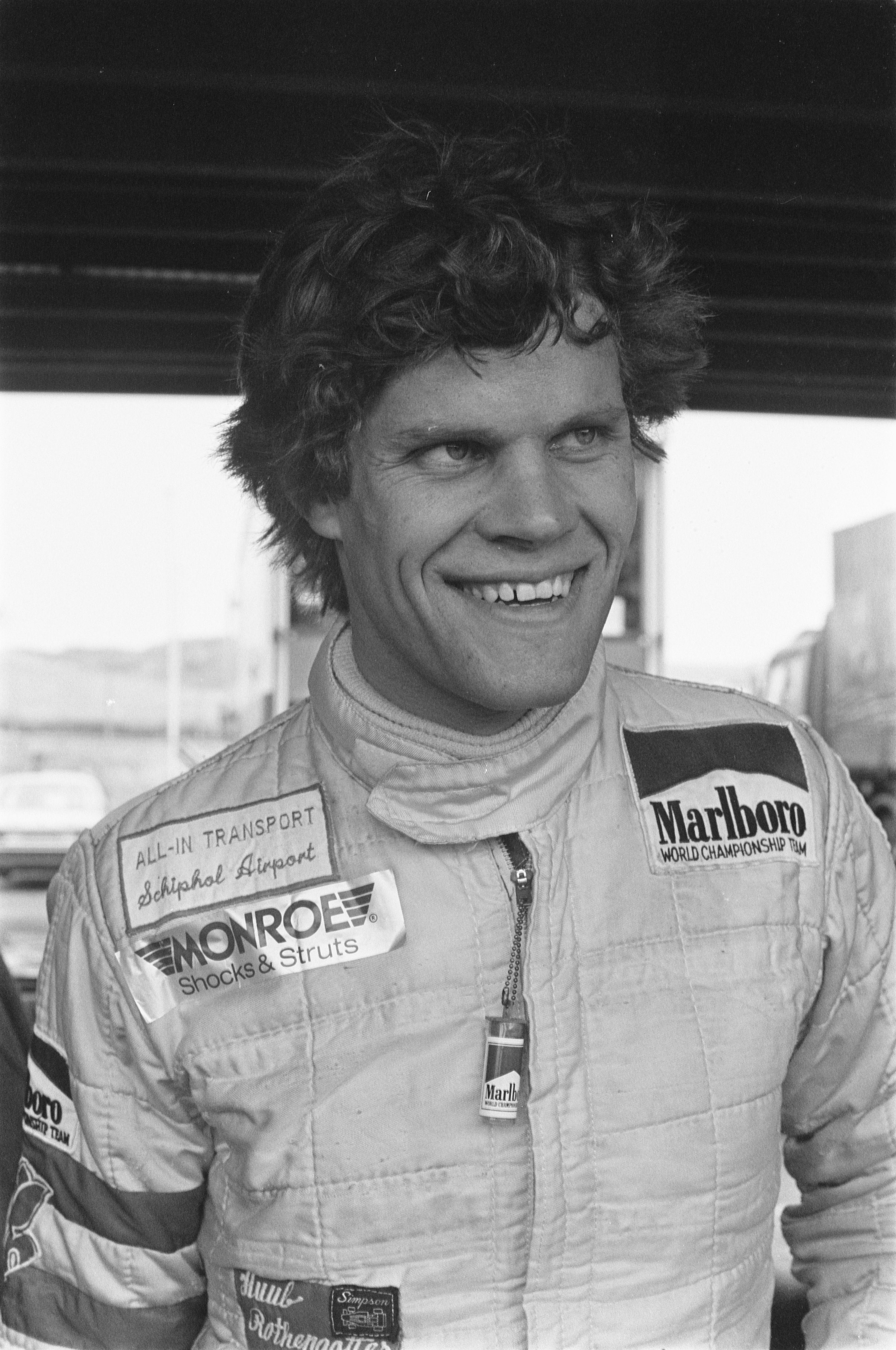
Huub Rothengatter

- Uberto del Vallese, marchese della Borgogna Transgiurana e abate laico di Saint-Maurice di Valais
- Uberto di Toscana, marchese di Toscana
- Uberto di Melegnano, vescovo di Acqui
- Uberto Bonino, banchiere e politico italiano
- Uberto de Morpurgo, tennista italiano
- Uberto de' Olevano, consigliere e fiduciario di Federico Barbarossa
- Uberto Gambara, cardinale e vescovo cattolico italiano
- Uberto Malatesta, politico, condottiero e capitano di ventura italiano
- Uberto Mori, ingegnere italiano
- Uberto Pasolini, produttore cinematografico, regista e sceneggiatore italiano
- Uberto Paolo Quintavalle, giornalista e scrittore italiano
- Uberto Scarpelli, filosofo italiano

### Variante Hubert
- Hubert Aquin, scrittore, regista e saggista canadese
- Hubert Beuve-Méry, giornalista francese
- Hubert de Burgh, conte britannico
- Hubert de Givenchy, stilista francese
- Hubert Goltz, pittore, numismatico ed editore fiammingo
- Hubert Humphrey, politico statunitense
- Hubert Robert, pittore francese
- Hubert Sumlin, chitarrista e cantante statunitense
- Hubert van Eyck, pittore fiammingo

### Variante Huub
- Huub Rothengatter, pilota automobilistico olandese
- Huub Stapel, attore olandese
- Huub Stevens, calciatore e allenatore di calcio olandese
- Huub Zilverberg, ciclista su strada olandese

### Altre varianti maschili
- Ubertino da Casale, predicatore e teologo italiano
- Hubertus Quellinus, incisore fiammingo
- Huberht Hudson, esploratore, marinaio e militare britannico
- Hubertus von Hohenlohe, sciatore alpino, dirigente sportivo, cantante, fotografo e attore messicano

### Varianti femminili
- Hubertine Auclert, femminista francese

## Il nome nelle arti
- La regina Uberta è un personaggio del film d'animazione L'incantesimo del lago e dei suoi sequel L'incantesimo del lago 2 - Il segreto del castello e L'incantesimo del lago 3 - Lo scrigno magico.